# Willie Eckstein
William „Willie“ Eckstein (auch Billy Eckstein; * 6. Dezember 1888 in Montreal, Kanada; † 23. September 1963 ebenda) war ein kanadischer Pianist und Komponist.

## Leben
Eckstein war das jüngste von vierzehn Kindern einer schwedisch-deutschen Einwandererfamilie. Seine musikalische Begabung wurde frühzeitig erkannt; er bekam bereits als Dreijähriger Klavierunterricht und wurde im Alter von sechs Jahren von einem Lehrer der McGill University unterrichtet. Zwölfjährig galt er als musikalisches Wunderkind; er spielte Klavier am Broadway und auf Tourneen durch Kanada und die USA. Er wurde mit Ignacy Jan Paderewski verglichen und als The Boy Paderewski gepriesen. Er trat bei der kanadischen Nationalausstellung und im Weißen Haus vor Präsident Roosevelt auf und unternahm 1905 eine erfolgreiche Europatournee.
1906 kehrte Eckstein nach Montreal zurück und betätigte sich dort als Stummfilmpianist. Von 1912 bis 1930 war er an George Ganetakos’ Strand Theater engagiert, wo er als "The World’s Foremost Motion Picture Interpreter" angekündigt wurde und als Mr. Finger bekannt war. Hier hörten ihn Musiker wie Eubie Blake, Józef Hofmann, Vladimir de Pachmann und der berühmte Sergei Rachmaninow, der sich von seinem Spiel angetan zeigte.
Ecksteins pianistische Laufbahn fiel in die Blütezeit des Ragtime. Er war nicht nur ein hervorragender Interpret dieser Musik, sondern komponierte neben Songs wie Goodbye Soldierboy, You Are My All In All (mit Harry Thomas; Text: Walter Bruce) und Goodbye Sunshine, Hello Moon (Text: Gene Buck) zahlreiche Ragtime-Stücke wie den Delirious Rag (mit Harry Thomas).
Im Jahr 1919 war er der erste Pianist, der in der Geschichte des Rundfunks in Nordamerika live (als Begleiter des Sängers Gus Hill) auftrat. Um die gleiche Zeit spielte er in einer der ersten Jazzbands Kanada, der von seinem Bruder Jack Eckstein geleiteten Eckstein’s Jazz Band. Außerdem leitete er ein eigenes Instrumentalensemble mit Klavier, Cello und Xylophon, das The William Eckstein Trio. Mit diesem nahm er Bearbeitungen von Songs wie Goodbye Sunshine, Hello Moon (bei His Master’s Voice), That Tumble-Down Shack in Athlone und Gitz Rices Burmah Moon auf.
Als Solist spielte Eckstein Aufnahmen für die Label Apex und Okeh (teils unter dem Pseudonym Vi Palmer) und Ende der 1920er Jahre Victor ein. 1922 entstand eine Aufnahme von Music makes the Word Go Round, das er gemeinsam mit Billy Munro komponiert hatte. 1923 spielte er die erste erhaltene Schallplattenaufnahme von Scott Joplins Meaple Leaf Rag ein.
Mit dem Niedergang des Stummfilmes verließ Eckstein 1930 das Strand Theater. Er trat im Cabaret, im Rundfunk und frühen Fernsehshows auf und gab u. a. mit Robert Langlois improvisierte Klavierduo-Konzerte. Mit Vera Guilaroff gab er Vorstellungen in Nachtclubs und im Rundfunk unter dem Namen The Piano Ramblers.
Für sein Stück Queen of Canada, das er anlässlich einer Reise von Königin Elisabeth II. nach Kanada komponiert hatte, erhielt Eckstein 1959 Dankesschreiben von Generalgouverneur Vincent Massey und Premierminister John Diefenbaker. Im Mai 1963 ehrten ihn seine Freunde mit einer Festveranstaltung. In der Nacht dieser Veranstaltung erlitt er einen Schlaganfall, an dem er vier Monate später starb. Seine Musik wurde weiter aufgeführt, u. a. von der Jazzsängerin Sarah Vaughn, Mimi Blais nahm 1999 sein Musical Massacre auf. 2005 wurde Eckstein in die Canadian Songwriters Hall of Fame aufgenommen.

## Kompositionen
- Royal Highlanders March and Two Step, 1910
- Some Rag: A Real Live One, 1910
- Down in the Meadow Where the Daisies Grow, 1910
- The Sunny Summertime, 1911
- Beautiful Thoughts, 1916
- Valse Deluxe, 1916
- All Erin is Calling Mavourneen, 1916
- Delerious Rag: One Step, 1917
- Perpetual Rag, 1917
- Good-Bye Soldier Boy, 1917
- You Are My All in All, 1917
- Goodbye Sunshine, Hello Moon, 1919
- I Just Can’t Help Lovin’ ’Em All, 1920
- Oriental Fan-Ta-Si, 1920
- Valse Liane, 1920
- The Sunshine Trail, 1920
- Egypt, 1920
- When I’m Dreaming of You, 1920
- Romance of Love, 1921
- Rose-Land, 1921
- Trail O’ Dreams, 1921
- Valse Inspiration, 1922
- Valse Amoureuse, 1922
- You’ve Got to Hand it to Me, 1922
- Just a Memory of You (Ton Souvenir), 1922
- S’Nice (Naughty But It’s Nice), 1923
- Lest You Forget, 1923
- You, Just You, 1923
- My Heart Wants Love and You, 1923
- Lonesome Rose, 1923
- Hey! You Want Any Codfish?, 1923
- Music (Makes the World Go Round), 1923
- My Baby Just Cares for Me, 1923
- A Musical Massacre, 1923
- I’m Going Back to My Home Sweet Home, 1924
- I’m All A-Twitter, 1927
- If You But Knew, 1928
- Uptown 6303, 1929
- Won’t You Meet Me at Murray’s, 1929
- The Lost Melody, 1932
- Where the Niagara Flows, 1933
- Dance to a Lovely Melody (La Saison du Bonheur), 1935
- To the King and Queen (From Over There), 1939
- The Song That Leads to Victory, 1941
- Cheers for the C.P.C., 1941
- Hats Off to Canada, 1941
- The “V” Song, 1941
- Ode to Ike, 1944
- Tessa From Odessa, 1944
- Montreal, Montreal, Montreal, 1945
- Got a Date at the Chateau (for Chateau St. Rose), 1948
- Strollin’ on the Mountain, 1938
- Bonsoir Chérie!, 1951
- Queen of Canada, 1959